# تروموریکاندی
تروموریکاندی (به لاتین: Therumurikandi) یک منطقهٔ مسکونی در سری‌لانکا است که در استان شمالی (سری‌لانکا) واقع شده‌است.